# Hymenophyllum alveolatum
Hymenophyllum alveolatum är en hinnbräkenväxtart som beskrevs av Carl Frederik Albert Christensen. Hymenophyllum alveolatum ingår i släktet Hymenophyllum och familjen Hymenophyllaceae. Inga underarter finns listade.